# Rio Majé
O rio Magé é um rio brasileiro que banha o estado do Rio de Janeiro. Sua foz é a Baía de Guanabara.

### Meio Ambiente
O Rio Magé apresenta contaminação de 26 a 71 ppm de Chumbo, assinatura semelhante à gasolina e esgoto industrial. Estes altos índices de contaminação estão relacionados à proximidade do Rio Magé com a BR-493.
1. ↑  SALIBA, B.S.A.; GERALDES, M.C.; FERNANDES, R.R.D. (2011). «O IMPACTO AMBIENTAL DA CONTAMINAÇÃO DE METAIS PESADOS NA BAÍA DE GUANABARA: APLICAÇÃO DE ISÓTOPOS DE Pb EM SEDIMENTOS QUATERNÁRIOS PARA IDENTIFICAÇÃO DE FONTES ANTROPOGÊNICAS E NATURAIS.» (PDF). ABEQUA. Anais do XIII Congresso da Associação Brasileira de Estudos do Quaternário (XIII). Consultado em 8 de setembro de 2024